# Октябрьское (Татарское сельское поселение)
Октябрьское — деревня в Монастырщинском районе Смоленской области России. Входит в состав Татарского сельского поселения. По состоянию на 2007 год постоянного населения не имеет. 
Расположена в западной части области в 30 км к юго-западу от Монастырщины, в 38 км южнее автодороги Р135 (Смоленск - Красный - Гусино), на берегу реки Левая Мертва. В 54 км севернее деревни расположена железнодорожная станция Гусино на линии Москва — Минск. 

## История
В годы Великой Отечественной войны деревня была оккупирована гитлеровскими войсками в июле 1941 года, освобождена в сентябре 1943 года.